# ターシャ (熱帯低気圧)
熱帯低気圧ターシャ（Tropical Cyclone Tasha）は、2010年12月20日にオーストラリアで発生した熱帯低気圧である。12月24日に合同台風警報センターに確認され、クイーンズランドに上陸。12月25日には消滅したものの、クリスマスの時期と重なっていたため、1.4億オーストラリアドルの損害が出たとされる。